# Arenetra canadensis
Arenetra canadensis är en stekelart som beskrevs av Cresson 1868. Arenetra canadensis ingår i släktet Arenetra och familjen brokparasitsteklar. Inga underarter finns listade.